# La Costa Gran
La Costa Gran és una muntanya de 471 metres que es troba al municipi de Sallent, a la comarca catalana del Bages.